# 龙须沟 (河流)
龙须沟，原名郊坛后河，是北京南城内的一条人造排污河道，始建于明代永乐年间，清代光绪年后逐渐沦为臭水沟，附近亦成为贫民窟，1950年北京市卫生工程局对其截流分源，地表河道彻底消失。老舍先生曾为1950年的龙须沟整治工作创作话剧《龙须沟》。

## 水文
龙须沟源起前门外西南虎坊桥，东南过永安桥、天桥，向东经金鱼池、状元桥、红桥，过天坛后东南折，在左安门西侧汇入护城河，全长约8公里。:51

## 历史
龙须沟最早见诸明宣德年间史料，据称是明成祖为修建北京天坛、山川坛修建，因位处郊坛北侧墙根因名郊坛后河。清代，始称龙须沟。直到清光绪早年龙须沟仍保持清澈，且人烟稀少，随着黄河改道后大运河断航，上游水源干涸，龙须沟河道日益淤塞。随着贫困人口迁入，龙须沟地处低洼，流域内污水、雨水和周边居民产生的垃圾导致河水污秽不堪。1950年北京市人大表决拿出年度预算的2.25%整治龙须沟，成为中国共产党建政后开展的第一项市政工程。同年在北京市卫生工程局的主持下，工程于5月16日开工，参与人员涵盖军队、当地居民，并且通过“以工代赈”招募部分市内工人和郊区农民，到11月12日竣工。工程合计疏浚明沟199米，剩余填平或者修建地下排水管，地表修建道路。